# Kanishka
Kanishka Ier, ou Kaniška, est le souverain le plus connu de l'Empire kouchan au début de notre ère. Il a régné environ deux décennies et les dates de son règne sont incertaines donc discutées. Fils de Vima Kadphisès, c'est un grand conquérant et un sage administrateur. Sous son règne, l'empire s'étend de l'Asie centrale à l'État de Bénarès, sur ce qui est aujourd'hui l'ouest du Xinjiang, le Tadjikistan, l'Afghanistan, le Pakistan et Inde du nord-ouest. Il porte à la fois le titre chinois de « Fils du Ciel », iranien de « Roi des Rois » et indien de « maharaja » (« grand roi »). Sa capitale est Purushapura.
Si les textes bouddhiques font de Kanishka celui qui a favorisé l'expansion du bouddhisme, aujourd'hui il y a tout lieu de penser que les bouddhistes se sont approprié ultérieurement cette image de Kanishka en protecteur de leur foi, mais on peut légitimement en douter. C'est toutefois sous son règne que l'on assiste à cette expansion dans son empire, et surtout au Gandhara. Aussi le Bouddha, autrefois représenté sous forme symbolique, prit très rapidement de nombreuses formes dans un syncrétisme culturel singulier, dont l'un des volets est l'art serindien. 
Les talibans ont détruit en 2000 une statue de Kanishka, pièce unique du musée de Kaboul.
L'Empereur Huvishka lui succède.

## Une chronologie controversée

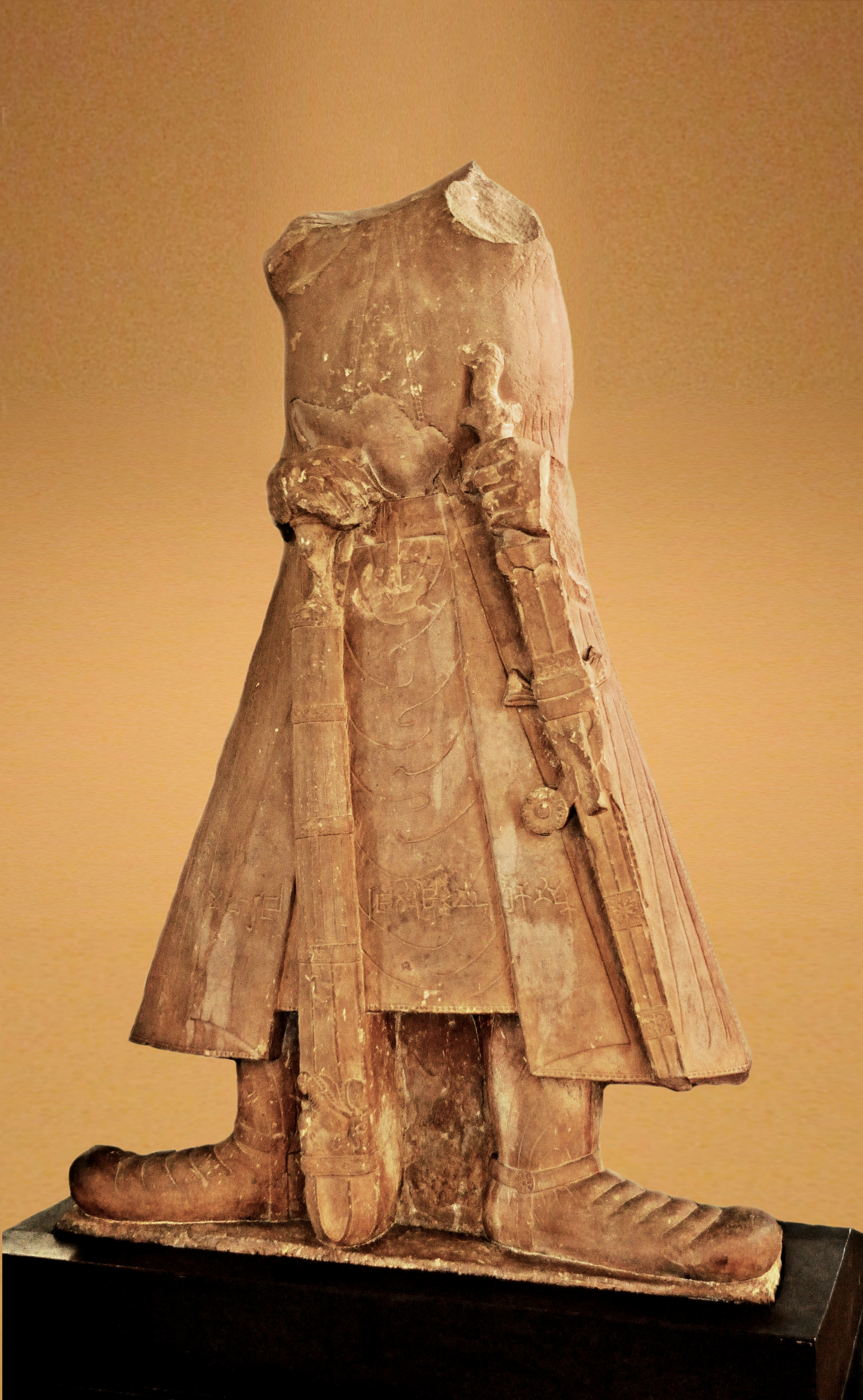
Statue de Kanishka I. Grès, H. 1,85 m. Tumulus d'Etokri, avec inscription en brahmi. Musée de Mathura.

Les dates du règne de Kaniska sont l'objet d'incertitudes dont l'amplitude atteint 147 ans, et toutes les autres dates des kushâna se calent sur cette large approximation. En 2002, les dates du début de son ère allaient, selon Gérard Fussman, de l'an 78, début de l'ère indienne dite shaka, à l'an 127. En 2010 Jacques Giès indiquait, en se référant à l'inscription découverte à Rabatak, en Bactriane afghane, que « le règne semblerait se situer vers le IIe siècle ». Les dates suivantes ont été proposées par d'autres spécialistes mais sont à considérer avec réserve. Soit : 127 - 147 environ, soit 129 - 155 .  
La chronologie de la dynastie kushâna est donc encore, en 2015, controversée : selon l’ère des Shaka (utilisée dans le calendrier national indien, elle commence le 21 mars 78 du calendrier grégorien), l’an 1 du règne de Kanishka serait 78 de notre ère. L’orientaliste français Roman Ghirshman retenait la date de l’an 144, car il pensait que la dynastie kushane fut renversée par le premier roi sassanide en 241. La découverte d'une inscription dans les années 1990 a permis de réduire la marge d'incertitude à 49 ans, situant l'an 1 de Kanishka entre 78 et 127 de notre ère. Mais une inscription à Rabatak, en Bactriane Afghane, permettrait à Jacques Giès de penser que « le règne de Kanishka semblerait se situer vers le IIe siècle ». Et celui-ci d'ajouter que « mathématiquement cela renverrait aux périodes postérieures l'épanouissement du style « classique » du Gandhara » en fonction des inscriptions datées sur les statues. Cet apogée se situe alors à la période kouchano-sassanide, « si l'on admet du moins la référence kouchane comme seule option possible. »

## L'inscription de Rabatak

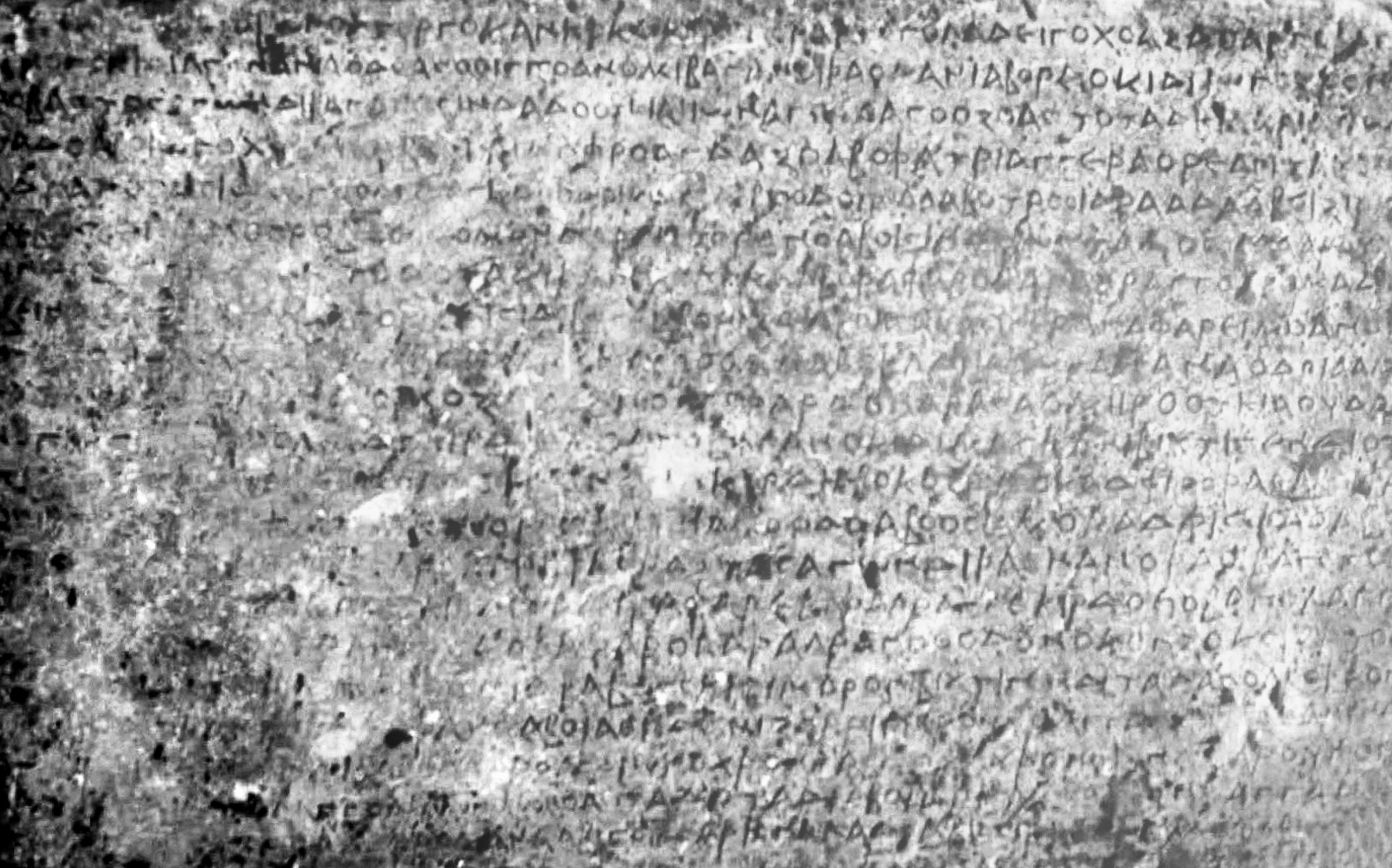
L'inscription de Rabatak.

L'inscription de Rabatak (Afghanistan du Nord, province de Baghlan, dans la Bactriane de l'empire kouchan) est un texte célèbre, rédigé en bactrien, découvert en mars 1993, qui ne date pas de l'an 1 de Kanishka et n'émane pas de Kanishka non plus, mais d'un dignitaire. Les ruines de Rabatak se trouvent en pays montagneux et ont l'apparence d'une forteresse dominant un col, semblable en cela aux ruines de Surkh Kotal. 
La pierre de calcaire (90 x 50 x 25 cm.) n'est plus connue que par des photographies. Deux interprétations de Sims-Williams 1996 et 98 ont été construites sur l'étude de ces documents photographiques, et Gérard Fussman en 1997 a construit une autre interprétation sur la base des propositions de Sims-Williams. Le texte est probablement suivi d'une partie manquante, il pourrait être précédé d'une autre partie manquante, et il est très largement effacé dans sa partie gauche. Le déchiffrement est donc très incertain. Le texte évoquerait, sur ordre de Kanishka, la construction d'un temple et l'installation, dans ce temple, des images (des sculptures ?) de dieux (apparemment dans l'ordre hiérarchique) : deux déesses Nana et Omma (Uma ?, la compagne de Shiva), et d'autres dieux  tous iraniens : (Athso ? ou Ahura ?) Mazda, probablement Sroshardo, Narasa, Mithra, enfin deux dieux indiens ont été ajoutés (plus tard ?) à cette liste : peut-être Mahasena / Shiva et Visakha / Skanda. Les images de Kanishka (qui a obtenu la royauté de Nana et de tous les autres dieux) et les images de son père, de son grand-père et de son arrière-grand-père y seront installées. Le texte se termine par une prière où le rédacteur de l'inscription s'adresse à ces dieux afin qu'ils assurent un règne long et prospère à Kanishka.

### Une inscription à la gloire de Kanishka
La mention du titre royal ou impérial n'apparait pas : comme on peut aussi le constater dans les inscriptions de Surkh Kotal cela n'était pas nécessaire. En revanche la rupture nette avec le passé est marquée par l'institution de l'an 1 (ligne 3). Cet acte imposait à tout l'empire la création d'une ère unique, remplaçant toutes les ères antérieures. Un tel acte d'autorité impériale était sans précédent en territoire indien et ne se reproduisit jamais plus, ce qui justifierait l'identification de cette date mémorable avec l'ère Saka. Cette rupture est associée à un autre acte de très grande importance pour la région : le bactrien, en tant qu'écriture et en tant que langue officielle a définitivement chassé le grec des territoires iraniens au Nord de l'Hindou Kouch (un équivalent du remplacement du persan par l'anglais dans l'Inde britannique). Enfin le texte montre la volonté de Kanishka d'exercer son pouvoir sur l'Inde : le terme choisi n'évoque pas le Sind mais bien toute la plaine indo-gangétique. De même la liste des villes indiennes qui sont précisément choisies pour évoquer l'Inde : Ujjain, Saketa (Ayodhya), Kosambi, Pataliputra et Campa.

## Kanishka et le bouddhisme

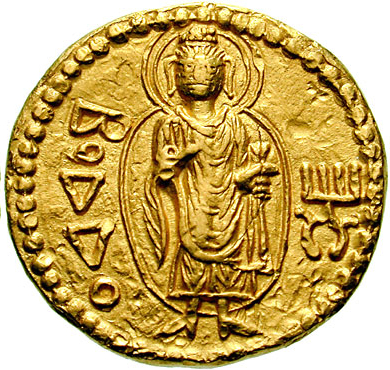
Une pièce de Kanishka montrant le Bouddha (ΒΟΔΔΟ).

Les textes bouddhiques dépeignent Kanishka comme favorisant l'expansion du bouddhisme, mais on peut légitimement en douter, même si c'est effectivement sous son règne que cette expansion s'est déroulée dans son empire, notamment au Gandhara, et plutôt en milieu rural (on ne retrouve quasiment aucune trace de sa présence dans les cités). Cet essor va de pair avec le premier apogée de l'art autrefois nommé « art gréco-bouddhique » du Gandhara (géographique) et des régions qui en partagent la culture. Aujourd'hui cet art est considéré comme résultant d'un syncrétisme culturel bien plus complexe. Le Bouddha, avant notre ère, n'est « représenté » qu'en Inde et uniquement sous forme symbolique : Dharmachakra, empreintes des pieds, stupas. À l'époque des dynasties Sakas, il avait pris ponctuellement la forme de Zeus, sur une médaille.  Sur une monnaie de Kanishka il avait pris sa forme « classique », celle d'un moine debout, de face. Forme que l'on retrouve sur le célèbre reliquaire de Bimaran, du British Museum, découvert dans la région de Jalalabad, en Afghanistan oriental. Dans ce contexte, il semblerait que « la » première image de Bouddha ait été créée dans les premiers temps du règne de Kanishka. À ce moment on constate une floraison de formes différentes et une fusion des styles et des éléments culturels provenant aussi bien de l'Inde (Cachemire), du monde grec et iranien et du monde des steppes (par les Yuezhi dont sont issus les Kouchans). Son règne aurait donc permis ce phénomène de syncrétisme, sur un fond d'intense activité religieuse, la bhakti populaire et la réflexion philosophique de l'élite des communautés bouddhiques et du bouddhisme mahāyāna naissant.
Si Kanishka est considéré comme un protecteur du bouddhisme, il honore ou pratique cependant d’autres religions, comme le zoroastrisme, le mithraïsme et la religion grecque. Pour régler les controverses entre les différentes écoles bouddhistes, Kanishka convoqua un grand concile bouddhique à Kunnavala Vihara au Cachemire. Le Mahāyāna (« grand véhicule », où « véhicule » signifie « moyen de progresser »), déjà pratiqué à côté du bouddhisme hīnayāna au moins depuis Ier siècle avant notre ère, y fut adopté comme canon dans l'empire.

### Statuaire bouddhique sous Kanishka
Plusieurs statues bouddhiques sont datées du règne de Kanishka (notamment des Bodhisattvas dérivés de l'art de Mathura), ou bien datées de l'ère Yavana, commençant en 186 av.J-C (pour plusieurs statues du Gandhara). 
| Statuaire datée du règne de Kanishka |
| - Bouddha de Loriyan Tangai avec inscription mentionnant "l'année 318", soit 143 apr.J-C.. - Autre Bouddha de Loriyan Tangai moins abîmé, mais de même période. - Bodhisattva de Set-Mahet, avec inscription mentionnant le règne de Kanishka ou Huvishka. - Bodhisattva de Bala, Sarnath, marqué "Année 3 de Kanishka". - Bodhisattva de Kosambi, marqué "Année 2 de Kanishka". |

## Numismatique

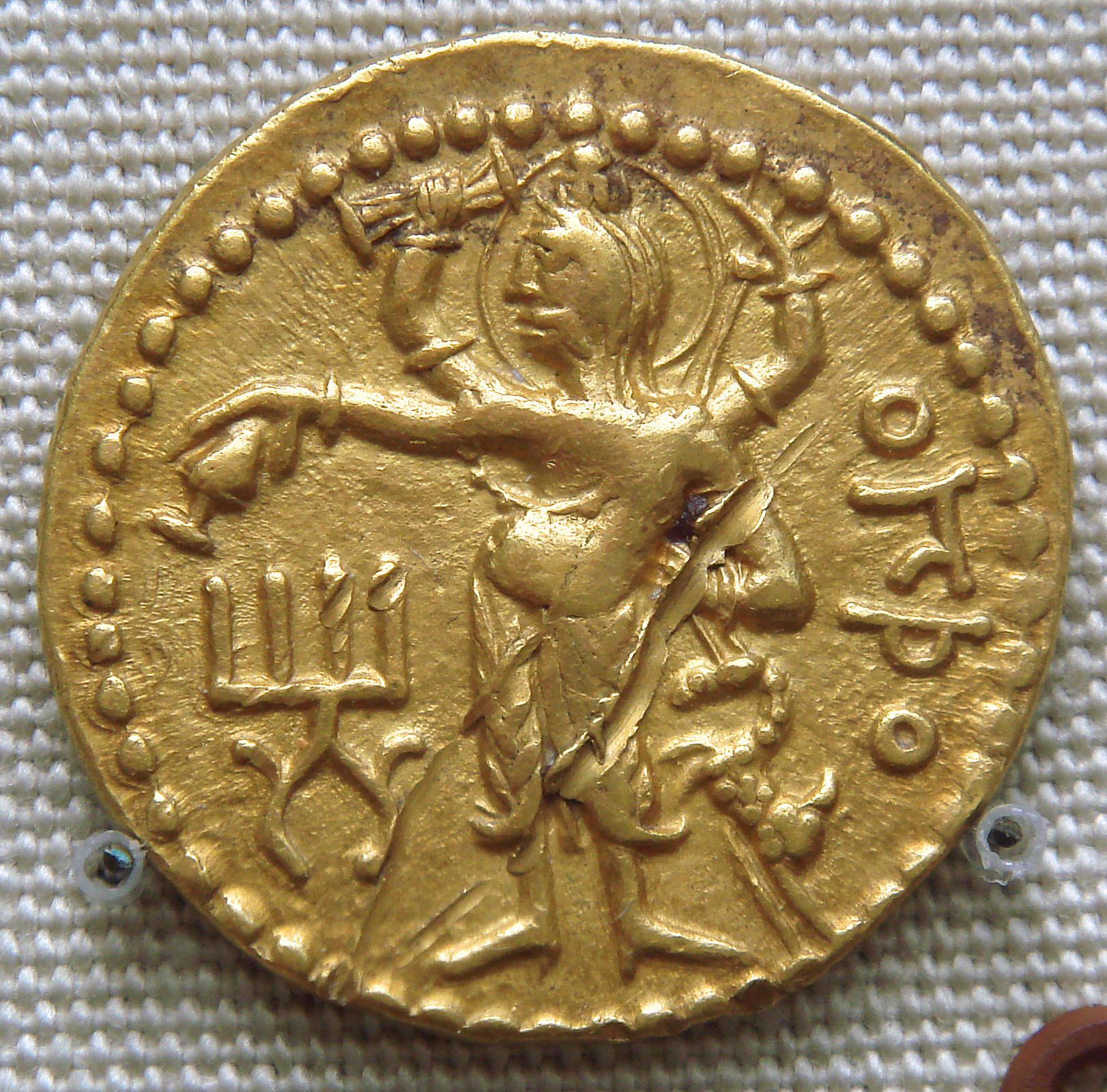
Au revers : Oisho (Shiva)
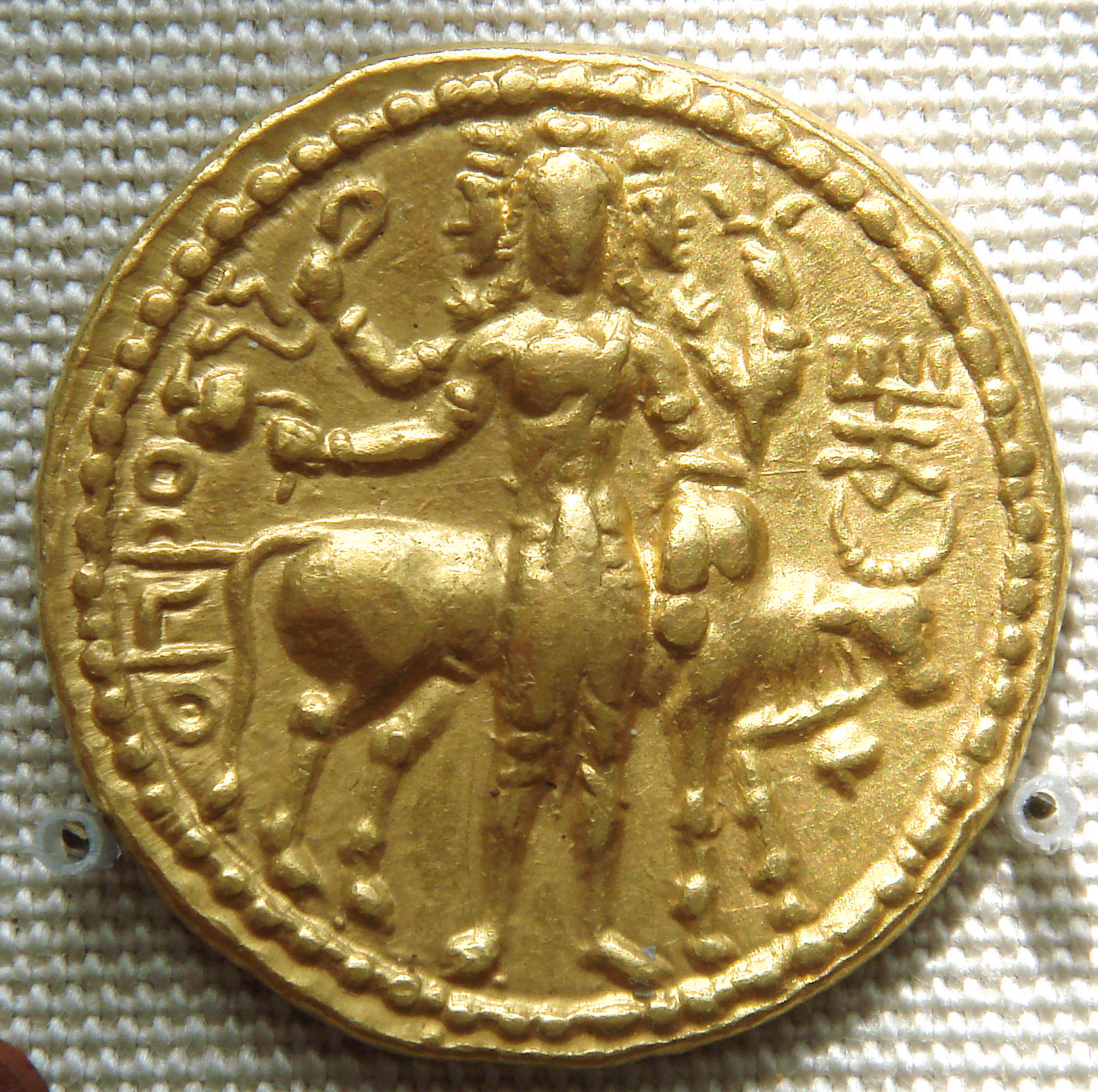
Au revers : Oisho (Shiva)
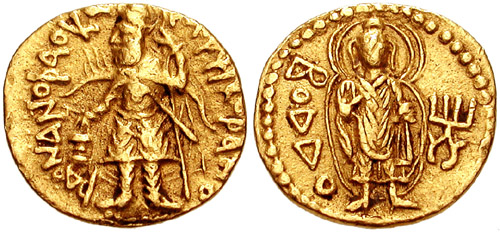
Au revers : Bodo (Buddha)
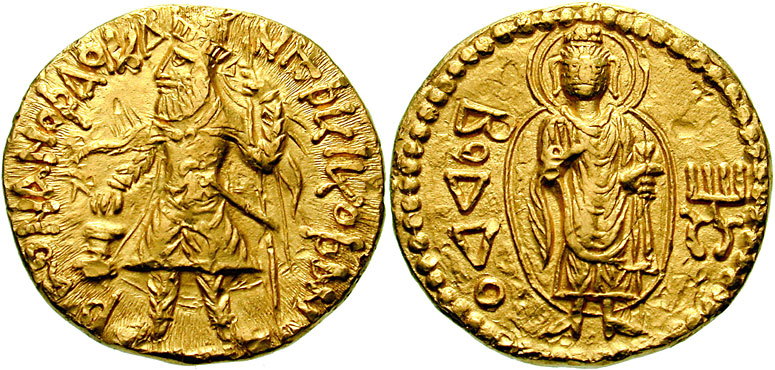
Monnaie d'or de Kanishka à son effigie. Au revers, 1re image-type de Buddha debout:  BODDO. Vers 78, d'après un modèle alors renommé, aujourd'hui disparu
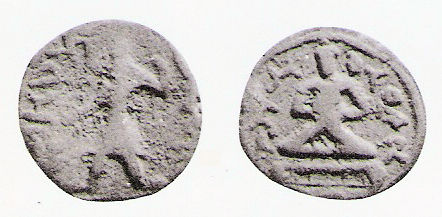
Au revers : Buddha ou Avalokitesvara assis

## Arts

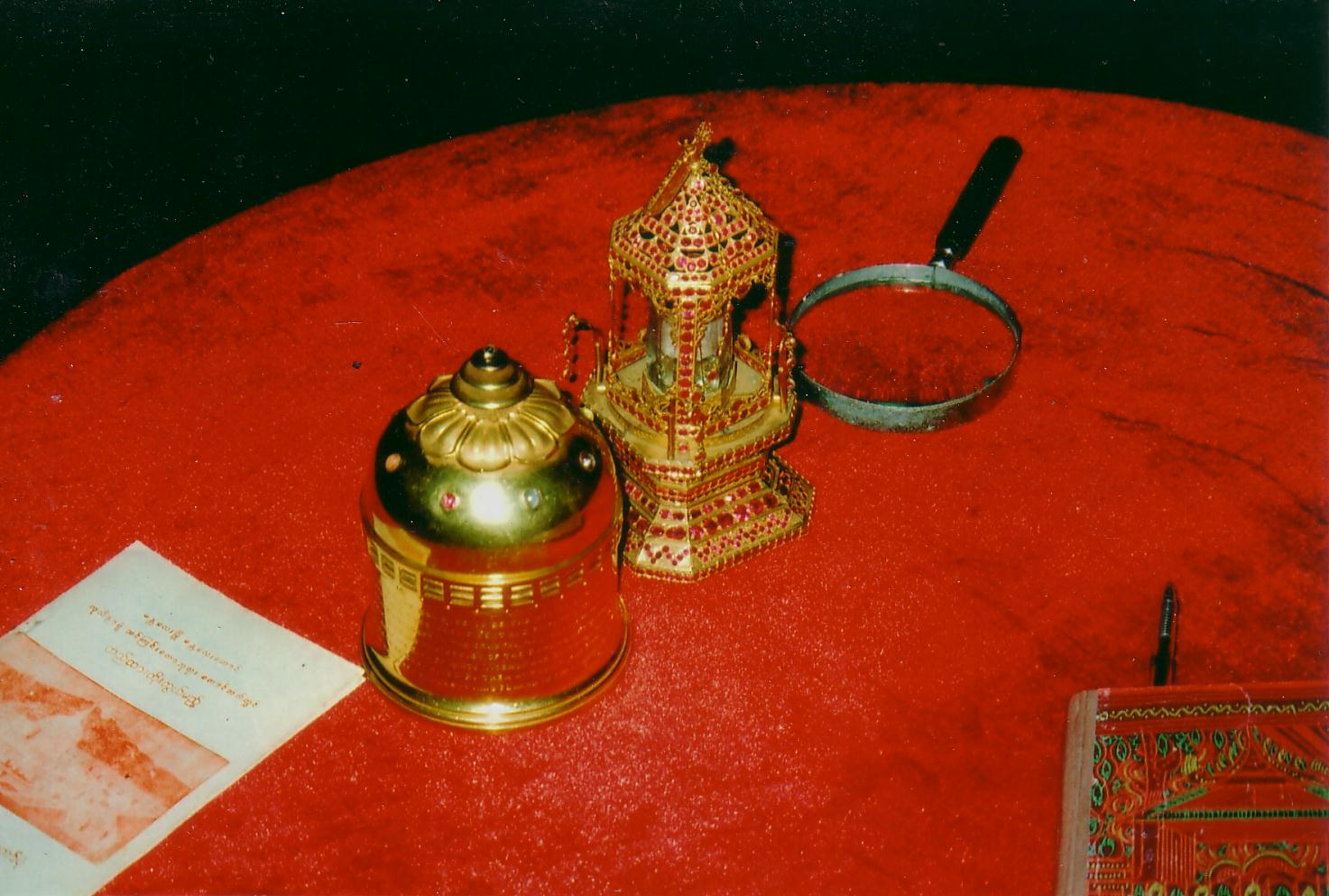
Au centre : reliquaire (dit) de Kanishka, or et rubis, cristal et reliques. déposé dans le Kanishka stupa (en) , Shah-ji-ki-Dheri. Peshawar. Mandalay museum, Burma.
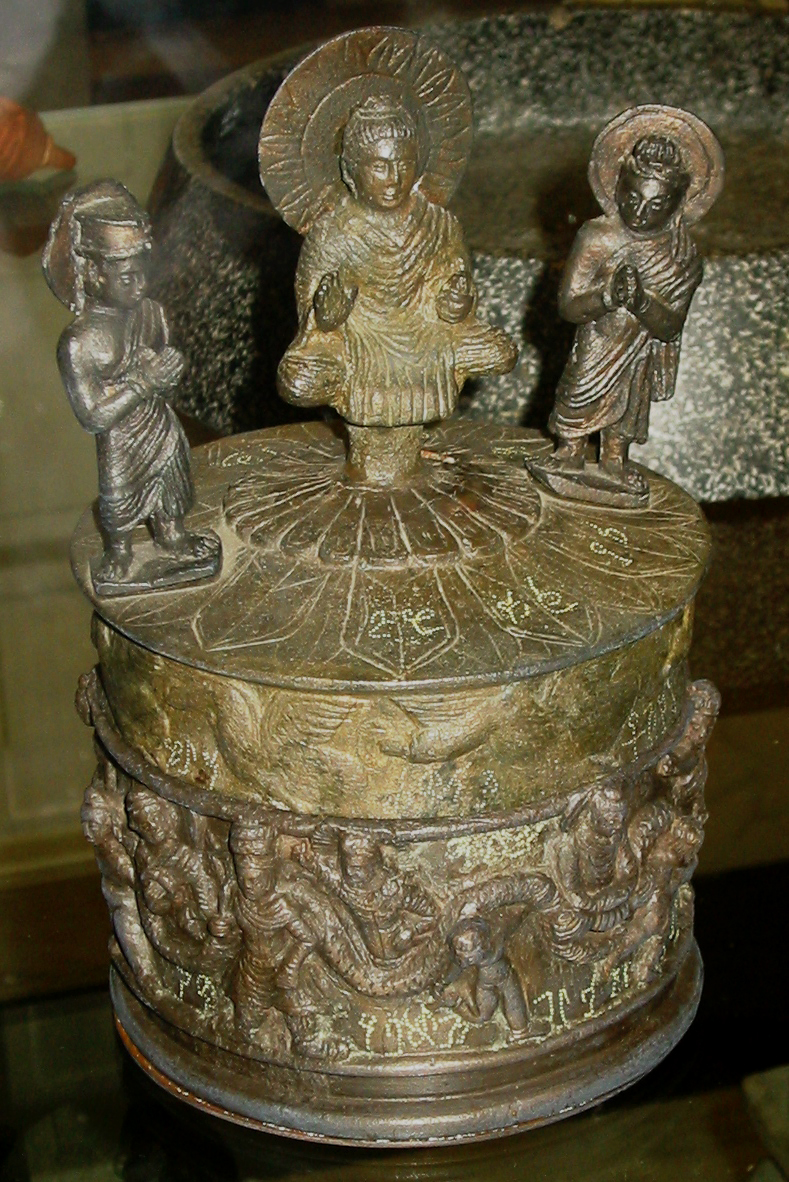
Reliquaire (dit) de Kanishka avec inscription. Site de Shah-ji-ki-dheri, Gandhara. Époque post-kushan ? Bronze, H. 18 cm; D. 12,7 cm. Peshawar Museum
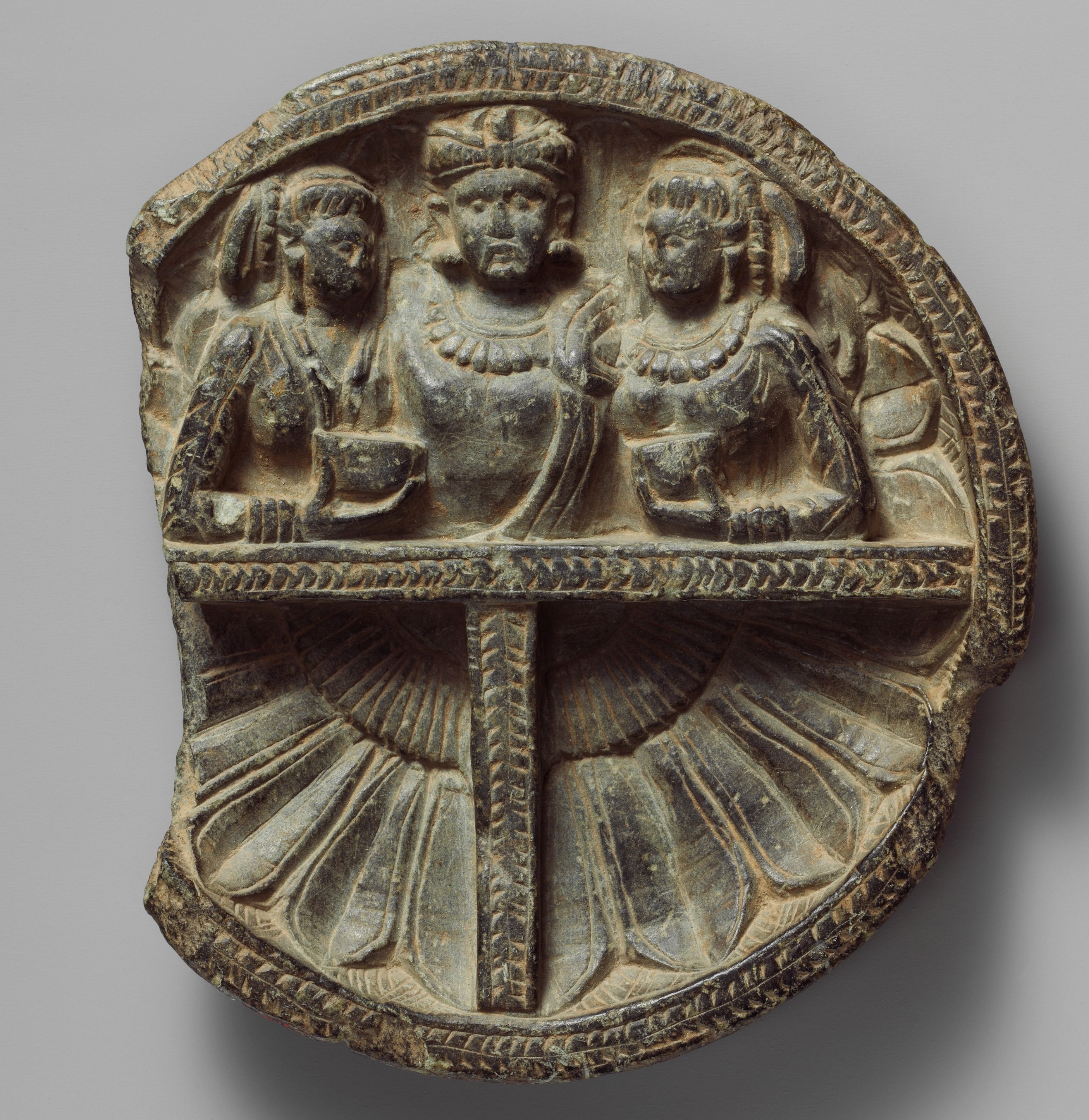
Palette à fard. Gandhara. Schiste, diamètre 15,6 cm. Ier s. Indo-parthe ou Kushan. Metropolitan Museum of Art